# Exsula silhetensis
Exsula silhetensis là một loài bướm đêm trong họ Noctuidae.